# 申叔豫
申叔豫（?—?），芈姓，名叔豫，申氏，春秋時期楚國大夫，申叔时的孙子。
前552年（鲁襄公二十一年、楚康王八年）夏，楚国的子庚去世。楚康王以蒍子冯为令尹，蒍子冯向申叔豫商议。申叔豫说：“宠臣多大王年轻，国事不能办好。”于是蒍子冯推病不干。当时正是热天，他挖地放上冰后再安置床，睡在床上身穿厚衣服，又穿皮衣，少吃东西。楚康王派医生诊视，回来报告：“蒍子冯瘦弱到极点了，但血气还正常。”楚王就派子南做令尹。次年，子南被杀，楚康王派蒍子冯做令尹。受到蒍子冯宠信的八个人，没有俸禄但马匹很多。蒍子冯上朝和申叔豫说话，申叔豫不应声退走。蒍子冯跟着他走，申叔豫走进人群中。蒍子冯跟着他走，申叔豫又回家了。蒍子冯退朝，见申叔豫说：“你在朝廷上三次不理我，我惧怕不敢不来见您。我有过错，你不妨告诉我。”申叔豫回答：“我怕不能免罪，哪敢告知？”蒍子冯问原因。申叔豫回答：“从前子南宠信观起，子南有罪，观起被车裂，我为何不害怕？”蒍子冯自己驾车回去，车子不能走在正道。到家，对宠信的八人说：“我进见申叔是能使死者复生，使白骨长肉的人。能了解我像他一样的就可留下，其他就走吧。”于是辞退了这八人，楚康王才对蒍子冯放心。